# Gerbathodes connexa
Gerbathodes connexa är en fjärilsart som beskrevs av John Henry Leech 1900. Gerbathodes connexa ingår i släktet Gerbathodes och familjen nattflyn. Inga underarter finns listade i Catalogue of Life.